# 锡格兰尼岛站
60°43′S 45°36′W / 60.717°S 45.600°W
西格尼岛站（英語：Signy Research Station），英国设立的南极科学考察站，位于南奥克尼群岛。1963年，它被辟为生物实验室。最初为全年性，自1995年以后改为季节性（夏季）。
西格尼岛站主要进行海洋和陆地生物研究，特别是对南大洋生态系统因气候变化的影响变化的评估。